# Warrick Gelant
Warrick Wayne Gelant (geboren am 20. Mai 1995) ist ein südafrikanischer Rugby-Union-Spieler, der für die Stormers in der United Rugby Championship und für die südafrikanische Nationalmannschaft spielt. Seine Stammposition ist Schlussmann (Fullback). Sein größter Erfolg ist der Gewinn der Weltmeisterschaft 2019 in Japan.

## Karriere

### 2008–2013
Bereits in der Grundschule wurden die Provinzauswahlen auf Gelant aufmerksam, als er 2008 beim U-13-Turnier der Craven Week für die SWD Eagles ausgewählt wurde. Sein nächster Entwicklungsschritt folgte mit der U16-Mannschaft, die 2011 an der Grant Khomo Week teilnahm. Obwohl er noch in der Altersgruppe der unter 17-Jährigen war, vertrat er die SWD Eagles beim U18-Turnier der Craven Week 2012 und wurde aufgrund seiner Leistungen in die südafrikanische Schulmannschaft 2012 berufen. Er vertrat sie in Spielen gegen Frankreich, Wales und England, wobei er sowohl als Schlussmann (Fullback) als auch als Innendreiviertel (Centre) spielte. Er verpasste die Auswahl für die Craven Week 2013, als er sich kurz vor dem Turnier eine Verletzung zuzog. Trotz der Verletzung wurde er erneut für die südafrikanische Schulmannschaft ausgewählt. Gelant kam in allen drei Spielen gegen England, Frankreich und Wales zum Einsatz.

### 2014
Nach Abschluss der High School zog Gelant nach Pretoria und schloss sich den Blue Bulls an. Er wurde in den Kader für den Vodacom Cup 2014 aufgenommen, kam in diesem Wettbewerb allerdings nicht zum Einsatz. Stattdessen spielte er Rugby für den Universitätsverein UP Tuks im Varsity Cup 2014 und stand in allen sieben Spielen des Wettbewerbs in der Startelf.
Gelant wurde in den Kader der südafrikanischen U20-Auswahl für die IRB-Junioren-Weltmeisterschaft 2014 in Neuseeland berufen. Er stand im Eröffnungsspiel gegen Schottland in der Startelf und erzielte in der zweiten Halbzeit einen Versuch, der Südafrika zu einem 61:5-Sieg verhalf. Vier Tage später stand er beim 33:24-Sieg der U20-Auswahl gegen den Gastgeber und viermaligen Sieger Neuseeland erneut in der Startelf, wobei Gelant einen der südafrikanischen Versuche erzielte. Beim letzten Gruppenspiel, einem 21:8-Sieg gegen Samoa, wurde er von der Bank aus eingewechselt. Südafrika beendete die Gruppe als Gruppenerster und traf im Halbfinale auf Neuseeland. Gelant stand im Halbfinale in der Startelf und verhalf Südafrika beim 32:25-Sieg gegen Neuseeland zum vierten Sieg in Folge. Im Finale kam er zu seinem fünften Einsatz und stand damit zum vierten Mal in der Startelf. England gewann mit 21:20 gegen Südafrika und holte sich zum zweiten Mal in Folge den Titel.
Nach der Junioren-Weltmeisterschaft absolvierte Gelant fünf Einsätze für die U19 der Blue Bulls bei der U19-Provinzmeisterschaft 2014. Im Finale des Wettbewerbs gegen die Western Province U19 in Kapstadt erzielte er bei der 26:33-Niederlage einen Versuch.
Ende 2014 wurde Gelant in die südafrikanische Sevens-Nationalmannschaft für die Sevens World Series 2014–15 berufen. Südafrika gewann die ersten beiden Turniere, an denen er teilnahm – die Dubai Sevens 2014 und die South Africa Sevens 2014.

### 2015
Gelant wurde in den Kader der Bulls für die Super-Rugby-Saison 2015 aufgenommen, obwohl er aufgrund seiner Verpflichtungen in den Sevens nicht an der Saison teilnehmen konnte.
Im März 2015 wurde Gelant im Rahmen der Vorbereitung auf die Rugby-U20-Weltmeisterschaft 2015 in die erweiterte Trainingsgruppe der südafrikanischen U20-Auswahl berufen. Im April 2015 trat er in einem Freundschaftsspiel gegen ein Dream Team des Varsity Cups an. Im Mai 2015 wurde Gelant in den Kader der südafrikanischen U20-Auswahl für die Reise nach Argentinien aufgenommen, wo er im ersten Spiel auf der Bank saß.
Nach der Rückkehr der Mannschaft wurde Gelant in den endgültigen Kader für die U20-Weltmeisterschaft 2015 berufen. Er stand bei allen drei Spielen in Pool B des Wettbewerbs in der Startformation: beim 33:5-Sieg gegen Gastgeber Italien, beim 40:8-Sieg gegen Samoa und beim 46:13-Sieg gegen Australien. Südafrika schloss den Pool B als Sieger ab und qualifizierte sich mit der besten Bilanz aller Mannschaften in der Poolphase für das Halbfinale. Gelant begann das Halbfinalspiel gegen England, das Spiel endete mit einer 20:28-Niederlage und Südafrika schied zum zweiten Mal in Folge gegen England aus dem Wettbewerb aus. Im Spiel um den dritten Platz gegen Frankreich begann Gelant und verhalf Südafrika zu einem 31:18-Sieg, der den dritten Platz im Wettbewerb sicherte.

### Rugby-Weltmeisterschaft 2019
Gelant wurde in den Kader Südafrikas für die Rugby-Weltmeisterschaft 2019 berufen. Südafrika gewann das Turnier und besiegte England im Finale.